# Arabesque (Collins)
Arabesque is een compositie van Edward Joseph Collins, voornamelijk bekend in en rondom Chicago. Hij schreef het romantisch werkje voor viool en piano. Tijdens onderzoek naar onderstaande platenreleases kwam naar voren dat er twee versies zijn verschenen van dit werk. Van de tweede versie is bekend dat zij in oktober 1925 is uitgevoerd door Jacques Gordon (concertmeester van het Chicago Symphony Orchestra) en Leo Sowerby (pianist, componist), maar dan wel in New York.